# Harmonetta

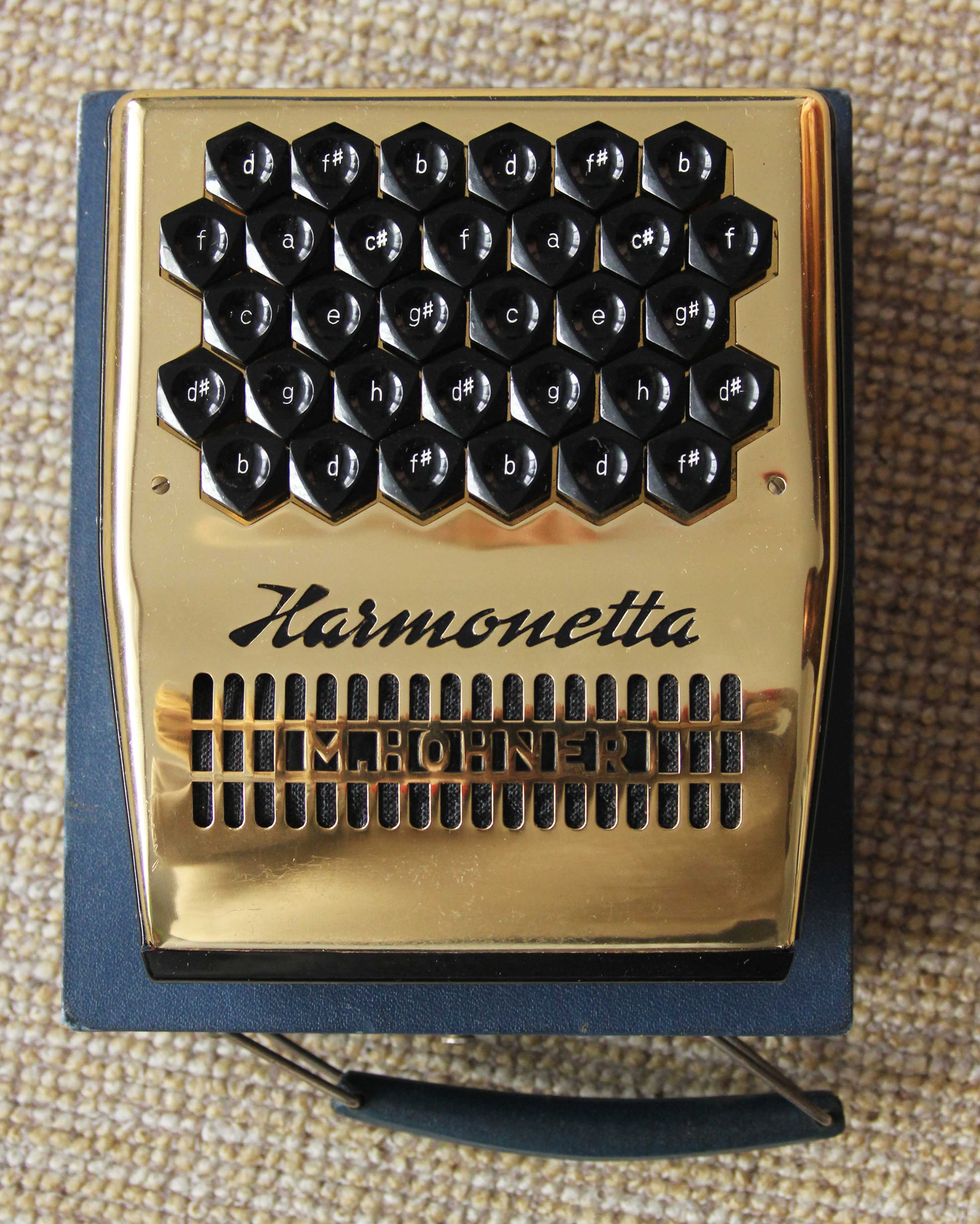
Harmonetta

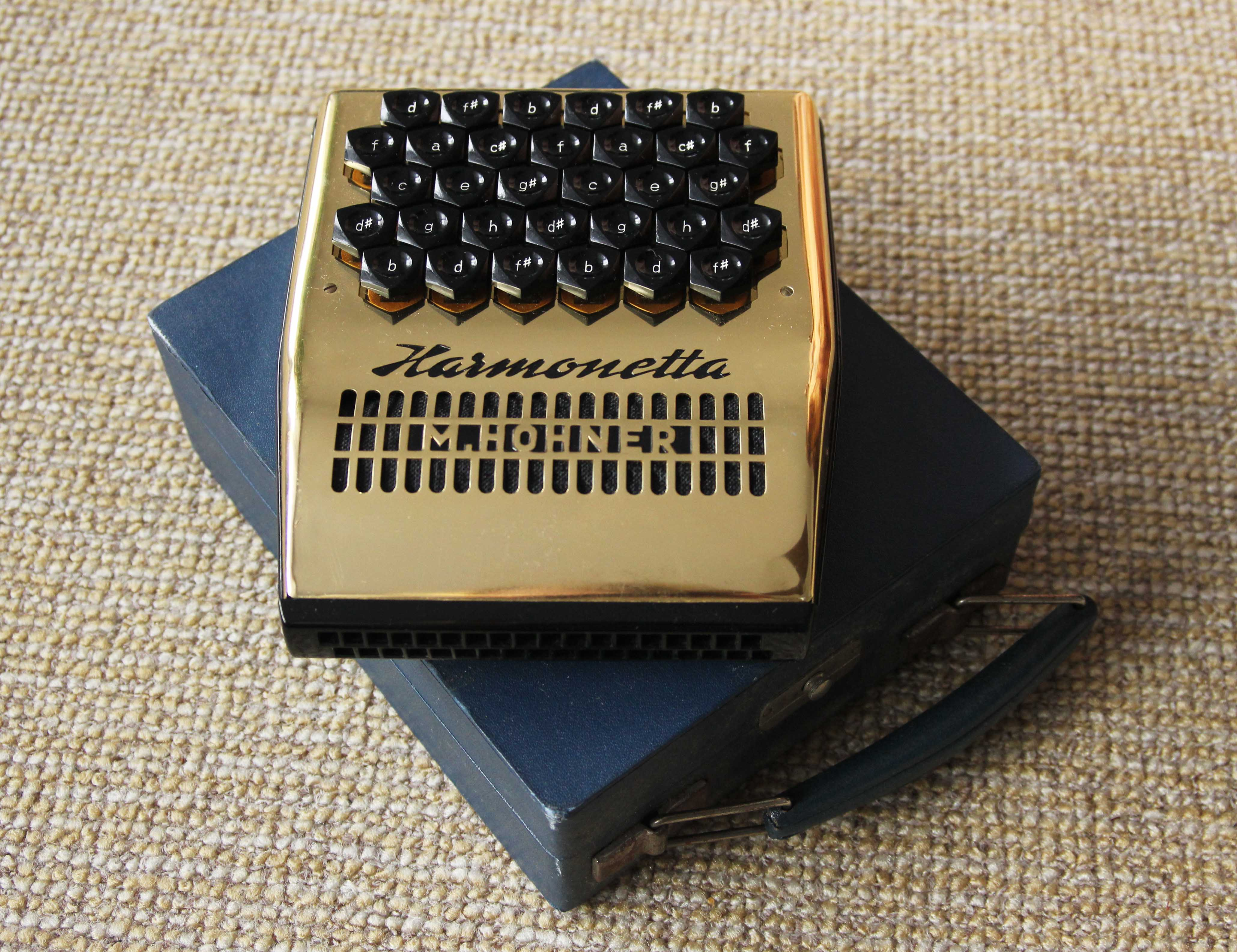
Hohner Harmonetta

Die Harmonetta ist ein Musikinstrument mit Durchschlagzungen aus Metall in Luftkanälen der Firma Hohner.

## Geschichte
Die Harmonetta wurde in den 1950er Jahren von der Firma Hohner in Trossingen entwickelt und gebaut. Hans Lüders und Helmuth Herold gaben 1958 die "Leichtverständliche Spielanleitung für die Hohner Harmonetta" im Hohner Verlag Trossingen heraus. Heute wird das Instrument von der Firma Hohner nicht mehr gebaut. Gelegentlich sind Einzelexemplare in Foren und Auktionen käuflich zu erwerben. In Video-Portalen gibt es einige Vorführungen der Harmonetta und ihres Spiels.

## Überblick
Die Harmonetta ist ein sehr ungewöhnliches Mundharmonika-ähnliches Blasinstrument. Sie gehört zu den einfachtönigen oder einchörigen Instrumenten, da jeder geblasene bzw. gezogene Ton jeweils durch eine Stimmzunge erzeugt wird. Mit ihr ist gleichermaßen das Spiel von Einzeltönen, Akkorden und harmonisch richtiges Melodie- und Begleitspiel möglich. Durch die ausgeklügelte Anordnung der Einzeltöne auf der speziell entwickelten Wabentastatur ist ein technisch verhältnismäßig leichtes Spiel von musikalisch sehr interessanten Dreiklängen und Akkorden möglich. Die aufwändige Tastenmechanik ermöglicht das leichte Verändern der Tonlage und somit auch der Akkorde durch einfaches Verschieben des Instruments im Mund.

## Bestandteile der Harmonetta
Die Harmonetta besteht aus drei Hauptteilen:
- Verkleidung
- Klangkörper
- Mechanik

## Spieltechnik und Theorie

Tastaturschema der Harmonetta

Durch die ausgeklügelte Anordnung der Einzeltöne auf der speziell entwickelten Wabentastatur ist ein technisch verhältnismäßig leichtes Spiel von musikalisch sehr interessanten Dreiklängen und Akkorden möglich. Während des Spielens ist das Erkennen der einzelnen Tasten nur beschränkt möglich, so dass ein "blindes" Spielen erstes Ziel des Lernprozesses ist.

### Akkorde
Während des Akkordspiels ist es möglich, die Einzeltöne der Oberstimme durch verschieben der Lage der Gesichtsachse zu verändern. Demzufolge brauchen Dreiklänge nicht mit ihren drei Einzeltönen notiert zu werden. Es reicht die Angabe des Melodietons mit der unter den Notenlinien stehenden Bezeichnung des Akkordes durch einen Tonbuchstaben. Dies ändert sich auch nicht bei komplizierteren Akkorden, bei denen der Melodieton nicht unbedingt ein Teil des darunterliegenden Akkordes ist.

### Erreichbare Töne
- kleine Oktave:

f g a h
- eingestrichene Oktave:

c´d e f g a h
- zweigestrichene Oktave

c´´ d e f g a h